# رونالد إدوارد مريديث
رونالد إدوارد مريديث (بالإنجليزية: Ronald Edward Meredith)‏ هو قاضي ومحامي أمريكي، ولد في 30 يناير 1946 في كلاركسون في الولايات المتحدة، وتوفي في 1 ديسمبر 1994 في لويفيل في الولايات المتحدة.